# Dmitrij L'vovič Zolotuchin
Dmitrij L'vovič Zolotuchin (in russo Дми́трий Льво́вич Золоту́хин?; Mosca, 7 agosto 1958) è un attore e regista russo, fino al 1990 sovietico, noto per aver interpretato lo zar Pietro il Grande in alcuni film.

## Filmografia

### Attore
- Junost' Petra (1981)
- Kometa (1983)
- Rossija molodaja (1984) Miniserie TV
- Vasilij Buslaev (1984)
- Prichodi svobodnym (1984)
- Znaj našich! (1985)
- V načale slavnych del (1986)
- Junost' Bembi (1986)
- Lermontov (1986)
- Čelovek s bulvara Kapucinov (1987) (non accreditato)
- Oči čërnye (1987)
- Sil'nee vsech inych veleniy (Syuita na russkie temy) (1987)

### Regista
- Christiane (1987)
- Zona Ljubė (1995)